# Горна Пролейка
Горна Пролейка (рос. Горная Пролейка) — село у Дубовському районі Волгоградської області Російської Федерації.
Населення становить 1342  особи. Входить до складу муніципального утворення Горнопролейське сільське поселення.

## Історія
Село розташоване у межах українського історичного та культурного регіону Жовтий Клин.
Згідно із законом від 14 березня 2005 року № 1026-ОД органом місцевого самоврядування є Горнопролейське сільське поселення.

## Населення
| 1860  | 1882  | 1891  | 1894  | 2010  | 2012  | 2013  |
| ----- | ----- | ----- | ----- | ----- | ----- | ----- |
| 1231  | ↗2102 | ↗2431 | ↗2667 | ↘1310 | ↗1316 | ↗1332 |
| 2014  | 2015  | 2016  | 2017  |       |       |       |
| ↗1366 | ↘1352 | ↗1369 | ↘1342 |       |       |       |